# Denticulobasis dunklei
Denticulobasis dunklei – gatunek ważki z rodziny łątkowatych (Coenagrionidae). Znany tylko z okolic Iquitos w regionie Loreto w północno-wschodnim Peru.